# Jessie Kite
Pour les articles homonymes, voir Kite.
Jessie Theresa Kite, née le 17 mai 1892 à Hackney et morte le 1er mai 1958 à Chichester, est une gymnaste artistique britannique.

## Carrière
Jessie Kite remporte aux Jeux olympiques d'été de 1928 à Amsterdam la médaille de bronze du concours général par équipes féminin avec Amy Jagger, Carrie Pickles, Annie Broadbent, Ada Smith, Lucy Desmond, Doris Woods, Margaret Hartley, Queenie Judd, Midge Moreman, Ethel Seymour et Hilda Smith.